# Fusilladeplaats Vught
De fusilladeplaats Vught is de schietbaan van het voormalig concentratiekamp Vught in de Noord-Brabantse gemeente Vught. De schietbaan bevindt zich buiten het voormalige kampterrein op Lunet II. Mogelijk was de schietbaan voor de oorlog al in gebruik door de nabijgelegen Frederik Hendrikkazerne.

## Executies
Op de fusilladeplaats zijn 329 mannen doodgeschoten tijdens de Deppner-executies. Vanuit verschillende gevangenissen werden verzetsmensen naar Vught gebracht en hier vermoord. De daders waren Nederlandse SS'ers, die normaal gesproken de wachttorens bewaakten.

## Gedenkteken
Op 20 december 1947 werd op de fusilladeplaats een gedenkteken met namen onthuld door prinses Juliana. Het houten kruis dat achter het gedenkteken staat, is er al eerder neergezet door mensen die in de buurt wonen. 
In 1995 en 1996 werd het gedenkteken beklad. De daders werden niet gevonden. De bekladde panelen hebben nu een vaste plek gekregen in het Nationaal Monument Kamp Vught. Naar aanleiding van de bekladdingen maakte een onbekende een gedicht vast aan het hek bij de fusilladeplaats. Dat gedicht is later in brons gegoten en hangt bij de ingang van het hek.

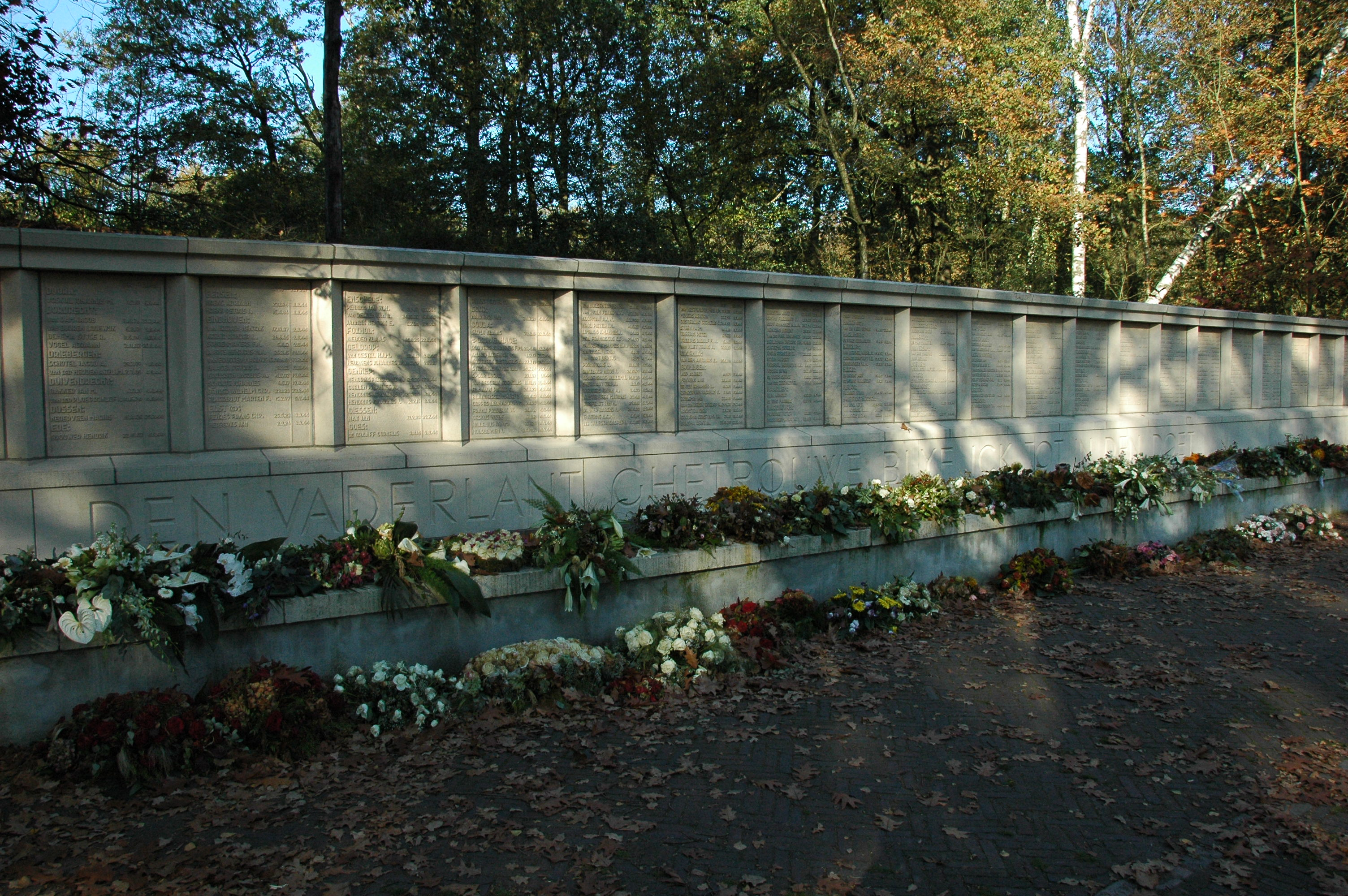
Deel monument Fusilladeplaats Vught (2007)
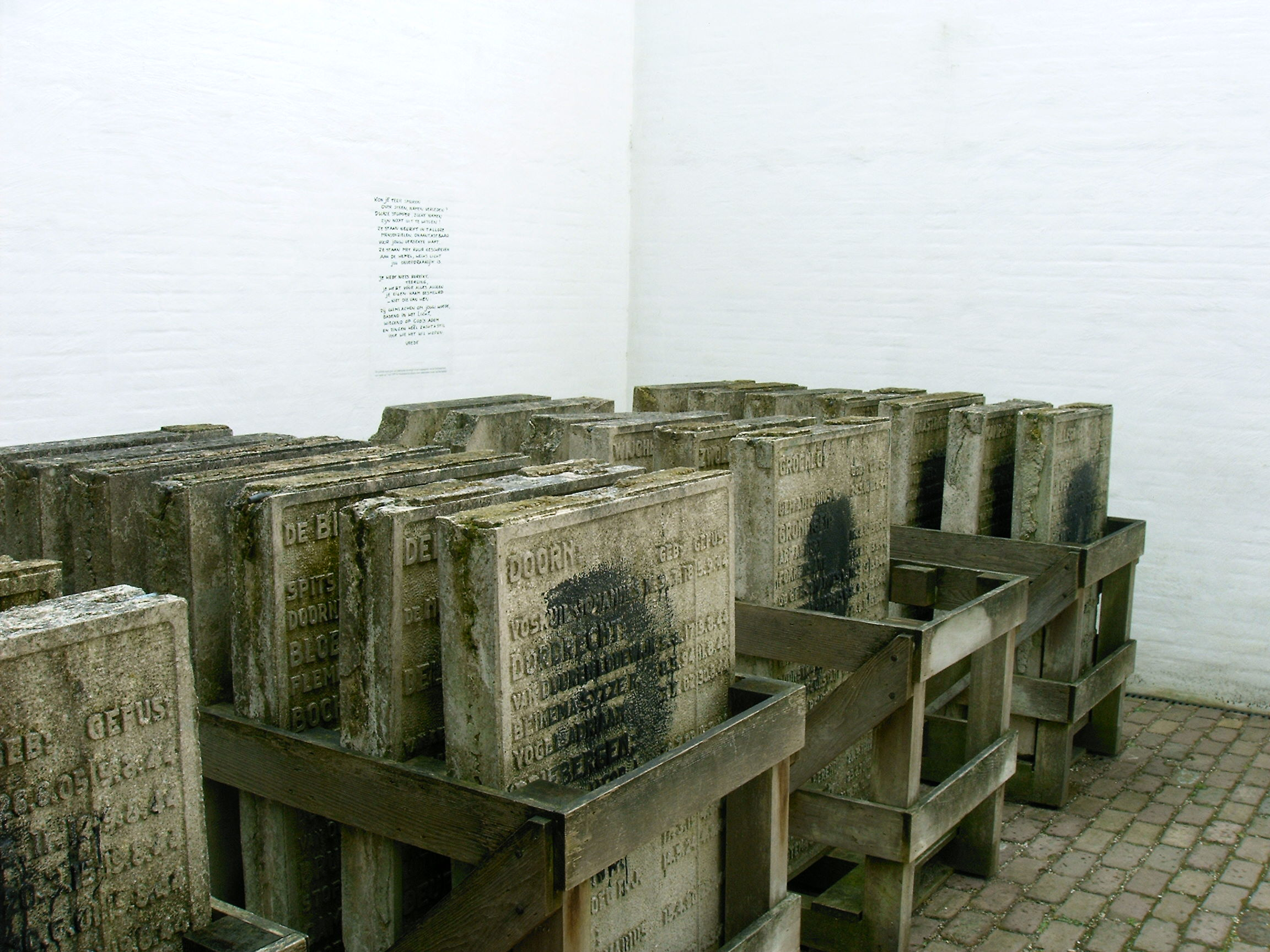
De bekladde panelen (2008)